# 默古拉鄉 (巴克烏縣)
45°36′N 26°44′E / 45.600°N 26.733°E
默古拉鄉（羅馬尼亞語：Comuna Măgura, Bacău），是羅馬尼亞的鄉份，位於該國東北部，由巴克烏縣負責管轄，面積14平方公里，海拔高度201米，2007年人口4,475，人口密度每平方公里330人。